# تور دوچرخه‌سواری دانمارک
تور دوچرخه‌سواری دانمارک (انگلیسی: Danmark Rundt) یک تور دوچرخه‌سواری جاده در کشور دانمارک است که به صورت رقابت مرحله‌ای برگزار می‌شود.
این تور از سال ۱۹۸۵ تاکنون در پنج تا شش مرحله برگزار می‌شود.

## قهرمانان بر پایه کشور
| رتبه | کشور                | بیشترین قهرمانی                                    | آخرین قهرمان             | تعداد |
| ---- | ------------------- | -------------------------------------------------- | ------------------------ | ----- |
| ۱    | دانمارک             | جاکوب فوگلسانگ (3)                                 | Michael Valgren (۲۰۱۶)   | ۱۱    |
| ۲    | ایتالیا             | مورنو آرژنتین, فابریتزیو گیدی, ایوان باسو (1 each) | ایوان باسو (۲۰۰۵)        | ۳     |
| ۲    | هلند                | ویلکو کلدرمان, سروایس کناون, لیوه وسترا (1 each)   | ویلکو کلدرمان (۲۰۱۳)     | ۳     |
| ۴    | نروژ                | Kurt Asle Arvesen (2)                              | Kurt Asle Arvesen (۲۰۰۷) | ۲     |
| ۴    | استرالیا            | فیل اندرسون, سایمون گرنز (1 each)                  | سایمون گرنز (۲۰۱۱)       | ۲     |
| ۶    | بریتانیا            | دیوید میلار (1)                                    | دیوید میلار (۲۰۰۱)       | ۱     |
| ۶    | ایالات متحده آمریکا | تیلر همیلتون (1)                                   | تیلر همیلتون (۱۹۹۹)      | ۱     |
| ۶    | بلژیک               | مارک استرل (1)                                     | مارک استرل (۱۹۹۸)        | ۱     |
| ۶    | آلمان               | زباستیان لانگ (1)                                  | زباستیان لانگ (۲۰۰۳)     | ۱     |
| ۶    | سوئیس               | فابیان کانچلارا (1)                                | فابیان کانچلارا (۲۰۰۶)   | ۱     |